# Euconosia obscuriventris
Euconosia obscuriventris är en fjärilsart som beskrevs av Embrik Strand 1922. Euconosia obscuriventris ingår i släktet Euconosia och familjen björnspinnare. Inga underarter finns listade i Catalogue of Life.